# Монгольское имя
Это статья об именах монголов Монголии. Ономастика монголов Внутренней Монголии имеет сходные традиции, однако отличается в силу влияния Китая и не рассматривается в данной статье.
Личное имя имеет для монголов большое символическое значение, что усиливается редким использованием в повседневной жизни фамилий и отчеств (едва ли не чаще употребляются вместе с личным именем научные степени, воинские звания и т. п.). Монгольские имена и имена, пришедшие через посредство монголов, употребляются не только в Монголии: до середины XX века они полностью преобладали над именами иного происхождения у калмыков, бурят и тувинцев, отчасти алтайцев и других народов Южной Сибири в России, и по-прежнему преобладают в населённых монголами районах Китая как среди монголов, так и среди бурят, ойратов, отчасти эвенков. Ряд фамилий по всему миру происходит от монгольских имён.

## Личное имя
Имена детям дают обычно в честь старших родственников, известных лам, буддийских божеств и святых, иногда в связи с конкретной ситуацией придумывается новое имя. После распада социалистического лагеря популярность получили имена ханов Монгольской империи.

### Группы имён
Ту роль, которую для русских сыграла христианская культура (зародившаяся на Ближнем Востоке и пришедшая на Русь через Рим и Византию), для монгольских народов сыграла буддийская культура. Буддизм пришёл к монголам из Индии опосредованно через Хотан и Тибет. Личные имена отражают как собственно монгольскую древнюю культуру, так и культурно-религиозное влияние буддизма, в первую очередь тибетской его традиции.
По происхождению у монголов выделяются имена: собственно монгольские; монгольские, являющиеся переводом с тибетского; комбинированные монгольско-тибетские и монгольско-санскритские; тибетские; индийские. Небольшой процент исторически составляют китайские, тюркские и русские имена, связанные со смешанными браками, политическими курсами и др.
По составу. Со времен позднего средневековья (примерно с XVII в.) приобретают значительную популярность имена из двух значимых компонентов, двусложных (в старописьменном написании) или комбинации двусложного и односложного (пример: Цагаан «белый» + Дорж «ваджра» = Цагаандорж или Доржхүү «ваджра + молодец»). Встречаются и трёхкомпонентные, и даже четырёхкомпонентные имена.
По социальному статусу. Имя может говорить, что его носитель — охотник, оленевод (имена, связанные с дикими животными), простой скотовод из глуши; человек из семьи, где выше всего ценят историю Монголии (имена ханов и государственных деятелей) или учение Будды (имена учителей буддизма, божеств, священных книг).
По функции имена могут выполнять роль оберега, например в семье, где часто умирали дети или новорождённый (до 3 лет) ребёнок болел, ему давалось имя, которое не привлекало злых духов: Энэбиш (не этот), Тэрбиш (не тот) и др. Для идентификации в отсутствие фамилий всем детям в семье часто даются имена, имеющие один и тот же первый компонент: Түмэнбаатар, Түмэнөлзий, Түмэндэлгэр.

### Буддийские имена
Среди буддийских имён есть группы синонимичных имён: от санскр. ваджра происходят Очир (заимствовано через согдийский и уйгурский языки), Базар (через тибетский), Дорж (тибетский перевод слова ваджра, на русском обычно передающийся как Дорчже, Дордже), от ратна (драгоценность) — Эрдэнэ, Радна, Ринчэн (тибетский перевод) и т. д. Каждый из этих вариантов может бытовать самостоятельно или быть одним из компонентов в многокомпонентных именах: Очирбат (-бат по-монгольски означает «крепкий», встречается и отдельно: Бат, Бату/Батый), Базархүү (-хүү «сын, сынок»), Ханддорж (первая часть в данном случае также тибетская) и др.
Часть имён происходит от названий и образов буддийского священного канона: Жадамба (Восьмитысячная, Сутра Праджняпарамиты в 8000 строф), Ганжуур, Данжуур, Алтангэрэл («золотой свет», в честь Сутры Золотого Света), возможно, Бадамцэцэг (цветок лотоса). Последний пример показателен тем, что это женское имя, производное от названия цветка, однако название лотоса (санскр. падма) (и его символическое значение) принесено буддизмом.
Именами могут становиться и наименования статусов священнослужителей: Багша, Хуварак, Банди, Хамба, Хутагт, Багабанди (бага ‘маленький’ + банди (санскр. vandya) ‘послушник’).

## Имянаречение
Имя может даваться ламой, сверяющимся с гороскопом, родителями, старшими родственниками, исходя из даты рождения, благих и неблагих предзнаменований, сельскохозяйственного сезона, родоплеменного и фамильного происхождения, памяти предков, событий в стране и за рубежом и др.

## Отчество
До начала XX века имя родовитого монгола состояло из трёх частей: родовое имя, отчество, личное имя. При социализме родовые имена были запрещены «для искоренения феодального наследия», и употреблялись только отчество и личное имя, причём именно последнее было идентификатором человека. Например, имя космонавта Гуррагча (Жугдэрдэмидийн Гуррагча) (в обязательном порядке сначала отчество, представляющее собой имя в родительном падеже, затем имя) может сокращаться как Ж. Гүррагча, но не Жүгдэрдэмидийн Г. В случае же, если имя отца ребёнка было неизвестно либо же он был прижит от бродячего ламы, с цинских времён существовал обычай вместо отчества давать ребёнку матроним (например, Хорлогийн Чойбалсан) или называть его по отцу матери (например, Балдугийн Шарав).

## Фамилия
С 2000 года в Монголии вновь входят в обиход фамилии; частично они представляют собой прежние родовые имена (напр., Хотгойд), однако не всегда люди берут в качестве фамилии то родовое имя, что носили их предки до революции; оно может быть забыто, может отсутствовать по причине простого происхождения. Наиболее распространена среди монголов принадлежность монголов к роду Борджигин (монг. Боржгон), что является предметом гордости, но в качестве фамилии не придаёт отдельной семье уникальности. Многие изобретают фамилии соответственно роду деятельности. Так, уже упомянутый космонавт Гуррагча взял себе фамилию Сансар (с монг. — «космос»).

### Комментарии
1. ↑  Это слово также санскритского происхождения, исходно сансара, «мір», «земная юдоль» буддийского учения — новое значение появилось у этого слова в XX веке.